# Córdoba Open 2021 - Qualificazioni singolare
Le qualificazioni del singolare del Córdoba Open 2021 sono un torneo di tennis preliminare per accedere alla fase finale della manifestazione. I vincitori dell'ultimo turno entrano di diritto nel tabellone principale. In caso di ritiro di uno o più giocatori aventi diritto a questi sono subentrati i Lucky loser, ossia i giocatori che hanno perso nell'ultimo turno ma che avevano una classifica più alta rispetto agli altri partecipanti che avevano comunque perso nel turno finale.

## Teste di serie
1. Facundo Bagnis (qualificato)
2. Leonardo Mayer (primo turno)
3. Sumit Nagal (primo turno)
4. Juan Pablo Varillas (secondo turno)

1. Emilio Gómez (primo turno)
2. Guido Andreozzi (primo turno)
3. João Domingues (primo turno)
4. Mario Vilella Martínez (primo turno)

## Qualificati
1. Facundo Bagnis
2. Tomás Martín Etcheverry

1. Marcelo Barrios Vera
2. Juan Manuel Cerúndolo

### Lucky loser
1. João Menezes

## Tabellone

### Legenda
| - Q = Qualificato - WC = Wild card - LL = Lucky loser | - ALT = Alternate - SE = Special Exempt - PR = Protected Ranking | - w/o = Walkover - r = Ritirato - d = Squalificato |

### Sezione 1
|  | Primo turno       | Primo turno            | Primo turno       | Primo turno | Primo turno |  |  | Secondo turno  | Secondo turno    | Secondo turno    | Secondo turno  | Secondo turno  |   |   | Ultimo turno | Ultimo turno   | Ultimo turno   | Ultimo turno | Ultimo turno |  |
|  |                   |                        |                   |             |             |  |  |                |                  |                  |                |                |   |   |              |                |                |              |              |  |
|  | 1                 | Facundo Bagnis         | 6                 | 4           | 6           |  |  |                |                  |                  |                |                |   |   |              |                |                |              |              |  |
|  |                   | Tirante Thiago Agustin | 3                 | 6           | 4           |  |  | 1              | Facundo Bagnis   | Facundo Bagnis   | 7              | 6              |   |   |              |                |                |              |              |  |
|  | Hernan Casanova   | Hernan Casanova        | Hernan Casanova   | 2           | 6(3)        |  |  |                | Andrea Collarini | Andrea Collarini | 6(5)           | 3              |   |   |              |                |                |              |              |  |
|  | Andrea Collarini  | Andrea Collarini       | Andrea Collarini  | 6           | 7           |  |  |                |                  |                  |                |                |   |   | 1            | Facundo Bagnis | Facundo Bagnis | 6            | 6            |  |
|  | Guillherme Clezar | Guillherme Clezar      | Guillherme Clezar | 4           | 4           |  |  |                |                  |                  | Pedro Sakamoto | Pedro Sakamoto | 2 | 4 |              |                |                |              |              |  |
|  | Renzo Olivo       | Renzo Olivo            | Renzo Olivo       | 6           | 6           |  |  | Renzo Olivo    | Renzo Olivo      | Renzo Olivo      | 2              | 5              |   |   |              |                |                |              |              |  |
|  |                   | Pedro Sakamoto         | 3                 | 6           | 7           |  |  | Pedro Sakamoto | Pedro Sakamoto   | Pedro Sakamoto   | 6              | 7              |   |   |              |                |                |              |              |  |
|  | 5                 | Emilio Gómez           | 6                 | 1           | 6(5)        |  |  |                |                  |                  |                |                |   |   |              |                |                |              |              |  |

### Sezione 2
|  | Primo turno      | Primo turno             | Primo turno           | Primo turno | Primo turno |  |  | Secondo turno           | Secondo turno           | Secondo turno           | Secondo turno    | Secondo turno    |   |   | Ultimo turno            | Ultimo turno            | Ultimo turno            | Ultimo turno | Ultimo turno |  |
|  |                  |                         |                       |             |             |  |  |                         |                         |                         |                  |                  |   |   |                         |                         |                         |              |              |  |
|  | 2                | Leonardo Mayer          | 6(1)                  | 7           | 3           |  |  |                         |                         |                         |                  |                  |   |   |                         |                         |                         |              |              |  |
|  |                  | Tomás Martín Etcheverry | 7                     | 6(9)        | 6           |  |  | Tomás Martín Etcheverry | Tomás Martín Etcheverry | Tomás Martín Etcheverry | 7                | 6                |   |   |                         |                         |                         |              |              |  |
|  |                  | Facundo Mena            | Facundo Mena          | 1           | r           |  |  | Christian Lindell       | Christian Lindell       | Christian Lindell       | 5                | 2                |   |   |                         |                         |                         |              |              |  |
|  |                  | Christian Lindell       | Christian Lindell     | 6           |             |  |  |                         |                         |                         |                  |                  |   |   | Tomás Martín Etcheverry | Tomás Martín Etcheverry | Tomás Martín Etcheverry | 7            | 7            |  |
|  | Ernesto Escobedo | Ernesto Escobedo        | 7                     | 4           | 6           |  |  |                         |                         | Ernesto Escobedo        | Ernesto Escobedo | Ernesto Escobedo | 5 | 5 |                         |                         |                         |              |              |  |
|  | Lukáš Klein      | Lukáš Klein             | 6(4)                  | 6           | 1           |  |  | Ernesto Escobedo        | Ernesto Escobedo        | Ernesto Escobedo        | 6                | 6                |   |   |                         |                         |                         |              |              |  |
|  |                  | Felipe Meligeni Alves   | Felipe Meligeni Alves | 6           | 6           |  |  | Felipe Meligeni Alves   | Felipe Meligeni Alves   | Felipe Meligeni Alves   | 4                | 1                |   |   |                         |                         |                         |              |              |  |
|  | 7                | João Domingues          | João Domingues        | 2           | 2           |  |  |                         |                         |                         |                  |                  |   |   |                         |                         |                         |              |              |  |

### Sezione 3
|  | Primo turno          | Primo turno            | Primo turno            | Primo turno | Primo turno |  |  | Secondo turno        | Secondo turno        | Secondo turno        | Secondo turno        | Secondo turno        |   |   | Ultimo turno         | Ultimo turno         | Ultimo turno         | Ultimo turno | Ultimo turno |  |
|  |                      |                        |                        |             |             |  |  |                      |                      |                      |                      |                      |   |   |                      |                      |                      |              |              |  |
|  | 3                    | Sumit Nagal            | 4                      | 6           | 3           |  |  |                      |                      |                      |                      |                      |   |   |                      |                      |                      |              |              |  |
|  |                      | Facundo Díaz Acosta    | 6                      | 2           | 6           |  |  | Facundo Díaz Acosta  | Facundo Díaz Acosta  | 6                    | 3                    | 2                    |   |   |                      |                      |                      |              |              |  |
|  | WC                   | Mariano Kestelboim     | Mariano Kestelboim     | 0           | 4           |  |  | Camilo Ugo Carabelli | Camilo Ugo Carabelli | 4                    | 6                    | 6                    |   |   |                      |                      |                      |              |              |  |
|  |                      | Camilo Ugo Carabelli   | Camilo Ugo Carabelli   | 6           | 6           |  |  |                      |                      |                      |                      |                      |   |   | Camilo Ugo Carabelli | Camilo Ugo Carabelli | Camilo Ugo Carabelli | 6(3)         | 6(4)         |  |
|  | Marcelo Barrios Vera | Marcelo Barrios Vera   | Marcelo Barrios Vera   | 6           | 6           |  |  |                      |                      | Marcelo Barrios Vera | Marcelo Barrios Vera | Marcelo Barrios Vera | 7 | 7 |                      |                      |                      |              |              |  |
|  | Nicolas Alvarez      | Nicolas Alvarez        | Nicolas Alvarez        | 1           | 2           |  |  | Marcelo Barrios Vera | Marcelo Barrios Vera | Marcelo Barrios Vera | 6                    | 6                    |   |   |                      |                      |                      |              |              |  |
|  |                      | Agustin Velotti        | Agustin Velotti        | 6           | 6           |  |  | Agustin Velotti      | Agustin Velotti      | Agustin Velotti      | 3                    | 4                    |   |   |                      |                      |                      |              |              |  |
|  | 8                    | Mario Vilella Martínez | Mario Vilella Martínez | 3           | 4           |  |  |                      |                      |                      |                      |                      |   |   |                      |                      |                      |              |              |  |

### Sezione 4
|  | Primo turno | Primo turno            | Primo turno           | Primo turno | Primo turno |  |  | Secondo turno        | Secondo turno         | Secondo turno         | Secondo turno | Secondo turno |   |   | Ultimo turno          | Ultimo turno          | Ultimo turno          | Ultimo turno | Ultimo turno |  |
|  |             |                        |                       |             |             |  |  |                      |                       |                       |               |               |   |   |                       |                       |                       |              |              |  |
|  | 4           | Juan Pablo Varillas    | 6(3)                  | 6           | 6           |  |  |                      |                       |                       |               |               |   |   |                       |                       |                       |              |              |  |
|  |             | Matias Franco Descotte | 7                     | 0           | 0           |  |  | 4                    | Juan Pablo Varillas   | Juan Pablo Varillas   | 6(7)          | 3             |   |   |                       |                       |                       |              |              |  |
|  |             | Juan Manuel Cerúndolo  | Juan Manuel Cerúndolo | 6           | 6           |  |  |                      | Juan Manuel Cerúndolo | Juan Manuel Cerúndolo | 7             | 6             |   |   |                       |                       |                       |              |              |  |
|  | WC          | Fermin Tenti           | Fermin Tenti          | 0           | 4           |  |  |                      |                       |                       |               |               |   |   | Juan Manuel Cerúndolo | Juan Manuel Cerúndolo | Juan Manuel Cerúndolo | 6            | 6            |  |
|  |             | João Menezes           | João Menezes          | 6           | 7           |  |  |                      |                       | João Menezes          | João Menezes  | João Menezes  | 4 | 4 |                       |                       |                       |              |              |  |
|  | WC          | Guido Ivan Justo       | Guido Ivan Justo      | 3           | 6(4)        |  |  | João Menezes         | João Menezes          | João Menezes          | 6             | 6             |   |   |                       |                       |                       |              |              |  |
|  |             | Carlos Gomez-Herrera   | Carlos Gomez-Herrera  | 6           | 7           |  |  | Carlos Gomez-Herrera | Carlos Gomez-Herrera  | Carlos Gomez-Herrera  | 1             | 1             |   |   |                       |                       |                       |              |              |  |
|  | 6           | Guido Andreozzi        | Guido Andreozzi       | 3           | 5           |  |  |                      |                       |                       |               |               |   |   |                       |                       |                       |              |              |  |